# Stara Wieś Pierwsza (województwo lubelskie)
Stara Wieś Pierwsza – wieś w Polsce, położona w województwie lubelskim, w powiecie lubelskim, w gminie Bychawa.
| SIMC    | Nazwa            | Rodzaj    |
| ------- | ---------------- | --------- |
| 1020938 | Kolonia Szlachta | część wsi |

Wieś stanowi sołectwo gminy Bychawa. Według Narodowego Spisu Powszechnego z roku 2011 wieś liczyła 454 mieszkańców.
W latach 1975–1998 wieś administracyjnie należała do ówczesnego województwa lubelskiego.
W latach 1973–1974 miejscowość była siedzibą gminy Stara Wieś.
Wierni Kościoła rzymskokatolickiego należą do parafii św. Stanisława w Starej Wsi.